# Gonomyia capnitis
Gonomyia capnitis là một loài ruồi trong họ Limoniidae. Chúng phân bố ở miền Australasia.